# 魔神竜バリオン
『魔神竜バリオン』（ましんりゅうバリオン）は、黒岩よしひろの巨大ロボット漫画作品。『週刊少年ジャンプ』（集英社）1987年22号から32号に連載され、11週で打ち切りとなった。1988年に単行本化されている（全1巻）。

## 主要登場人物
志羽竜樹（しば りゅうじゅ）
主人公。巨大ロボット・バリオンの操縦者。メカに関しては天性のセンスを持っているがイタズラ好きの悪ガキ。
アリス（ALICE）
身長30センチほどのガイノイド。バリオンの操縦席に自らをセットすることでバリオンのサポートシステムの一部となる。
手久野（てくの）
竜樹の親友。後にタオフォートレスのスタッフとなる。
相馬鈴瞳（そうますずめ）
タオフォートレスのスタッフで相馬博士の開発した簡易量産型バリオンの一体であるレディアンのパイロット。相馬博士の妹で竜樹の幼馴染。
相馬綾瞳（そうまあやめ）
タオフォートレスの開発者。竜樹の父である志羽博士の共同研究者だった。
ドクター・ジェニウス
ハロウィーンの首領。バリオンシステムを狙う。
西風のゼピュロス
ハロウィーンの幹部。自らを「天才」と称し、破損したプルートを操って竜樹とバリオンを追い詰める技術と知識を持つ。
冥王プルート
ハロウィーンの幹部。アンドロイドである。彼ほか下位幹部は全てアンドロイドである。
天王ウラヌス
ハロウィーンの幹部。
海王ネプチューン
ハロウィーンの幹部。

## 用語
バリオンシステム
竜樹の父が発明した、水をエネルギーに変換する革命的な新エネルギーシステム。
ハロウィーン
悪の秘密組織。首領であるドクター・ジェニウスの下に、上位幹部5名（地・火・水・風・空）と下位幹部10名（太陽・水星・金星・月・火星・木星・土星・天王星・海王星・冥王星）がおり、それぞれが巨大ロボット「重機神（ギガンティス）」を持つ。しかし本編中にはゼピュロス、プルート、ウラヌス、ネプチューンの4人しか登場しなかった。